# Куренков, Иван Герасимович
Иван Герасимович Куренков (31 декабря 1912 [13 января 1913], станица Динская, Екатеринодарский отдел — 14 февраля 1983, Ленинград) — советский футболист, защитник. Мастер спорта СССР (1945).

## Биография
Воспитанник клубной команды завода им. Седина (Краснодар, с 1928), занимался также лёгкой атлетикой.
Выступал за ленинградские команды ГОЛИФК (1933—1936), «Спартак» (1938—1941), «Зенит» (1944—1945, был капитаном команды), «Динамо». В первой группе чемпионата СССР провёл 40 матчей.
В 1936 году окончил ГОЛИФК имени П. Ф. Лесгафта.
Участник Великой Отечественной войны. Служил в госпитале, занимаясь с ранеными лечебной физкультурой. Награждён медалью «За оборону Ленинграда» c (1944).
Тренировал ленинградские команды ЛДО (1949—1956), «Арсенал» (1970—1974).
Судья республиканской категории, в 1950—1953 годах провёл 13 матчей чемпионата СССР в качестве главного судьи.
Умер в 1983 году. Похоронен на Киновеевском кладбище.

## Достижения
- Обладатель Кубка СССР: 1944.